# KHR Architecture
KHR Architecture blev grundlagt som Krohn & Hartvig Rasmussen i 1946 af Gunnar Krohn og Eigil Hartvig Rasmussen, blev omdøbt til KHRAS i 1988 og skiftede til det nuværende navn i 2002. Efter en række førstepræmier i nordiske arkitektkonkurrencer udviklede firmaet sig i 1960'erne til at blive et af Skandinaviens største arkitektfirmaer. Blandt de tidlige værker kan nævnes Arlanda Lufthavn, Hvidovre Hospital og Odense Universitet. Knud Holscher blev optaget som partner i 1966 efterfulgt af Svend Axelsson i 1980.
KHR Architecture beskæftiger sig med arkitektur indenfor både erhverv, bolig, sundhed, kultur og uddannelsesbyggeri samt infrastruktur.
I dag står KHR Architecture bag flere prisvindende projekter som Københavns Metro, Bang & Olufsens hovedsæde, Københavns Universitet Amager (KUA), Biocenter, Fiberline og Hellig Kors Kirke i Jyllinge. Flere af byggerierne er blevet nomineret til den europæiske arkitekturpris Mies van der Rohe-prisen. Virksomheden står desuden bag entreprenørvirksomheden Pihl & Søns tidligere domicil på Nybrovej 116 i Kgs. Lyngby, bygget i 1994, udvidet 2000 og 2005. Bygningerne blev fredet i 2015.
Partnere i KHR Architecture er pt. CEO Lars Kragh, teknisk direktør Henrik Danielsen, kreativ partner Jan Søndergaard, kreativ partner Janina Zerbe og kreativ partner Mikkel Beedholm.
Arkitektfirmaet har sit hovedsæde på Holmen i København, men har også projekter og projektkontorer i Grønland, Norge og Tyskland.

## Udvalgte byggerier

### Under Gunnar Krohn og Eigil Hartvig Rasmussen (1946-80)
- A/S Atlas' køleskabsfabrik, Lundtofte (1948-52, 1. præmie 1946, sammen med Bodil Krohn og Torben Miland Petersen, nedrevet)
- Grønttorvet, Valby (1951-58)
- Regnemaskinefabrikken Contex (1952, præmieret af Gentofte Kommune)
- Tilskuertribunen i Københavns Idrætspark, P.H. Lings Allé (1953-56, nedrevet 2008)
- Arlanda Lufthavn, Sverige (1959)
- Magasin du Nord, Lyngby Hovedgade/Klampenborgvej, Kongens Lyngby (1960)
- Rødovre Centrum, Rødovre (1963-67)
- Udbygning af Bispebjerg Hospital (1964)
- Fabrik og hovedsæde for A/S Atlas, Ballerup (1966-68)
- Hvidovre Hospital, Hvidovre (1968-75)
- Odense Universitet, Odense (fra 1967 ff., 1. præmie 1966, sammen med Knud Holscher og Svend Axelsson)
- Haukeland Sykehus, Bergen, Norge (1968-80, 1. præmie 1960)
- Teknikerbyen, Virum
- Lyngby Storcenter (1970-73)
- Lyngby Svømmehal, Lundtoftevej 53, Kongens Lyngby (1976-77, 1. præmie 1975, sammen med Knud Holscher og Svend Axelsson)
- Herlev Skøjtehal, Tvedvangen 204, Herlev (1977, 1. præmie 1976, sammen med Knud Holscher og Svend Axelsson)
- Farum Svømmehal, Ryttergårdsvej 202, Farum (1978-79, sammen med Knud Holscher og Svend Axelsson)
- Idrætsanlæg ved Odense Universitet (1978-80, sammen med Knud Holscher og Svend Axelsson)

### Konkurrencer i samme periode
- Rigshospitalet, København (1955, 2. præmie)
- Hospital i Reinickendorf ved Berlin (1. præmie i 1975 sammen med de tyske arkitekter Ingo Tönies og Ulrich Schroeter)
- Københavns Rådhusplads (1980, 1. præmie)
- Byens Hus, Neumünster, Slesvig-Holsten (1979, 1. præmie)
- Det Kongelige Teater, København (1979, 1. præmie)

### Under Knud Holscher (1966-1995) og Svend Axelsson (1980-2003) m.fl.
- Grenaa Idrætscenter, Ydesvej 2, Grenaa (1980-81, 1. præmie 1979)
- Skinderskovhallen, Herlev (1980-81, 1. præmie 1979)
- Enfamiliehuse, Cannes og Echenevex, Frankrig (1980)
- Næstved Rådhus, Rådmandshaven 20, Næstved (1981-82, 1. præmie, sammen med Erik Sørensen)
- Nationalmuseum, Manama, Bahrain (1982-88)
- Til- og ombygning af Det Kongelige Teater (1983-85, delt 1. præmie i idékonkurrence 1978, 1. præmie 1979, sammen med Eva og Nils Koppel)
- CTVLAB, Tåstrup (1983-88, 1. præmie, sammen med Erik Sørensen og Kaj Terkelsen)
- Udvidelse af Brüel & Kjær, Nærum (1984-85 og 1991, 1. præmie 1983)
- Stadthalle, Neumünster, Slesvig-Holsten, Tyskland (1984-86, kulturhus, 1. præmie 1979)
- Servicecenter med ældreboliger, Ikast (1986-90, sammen med Ove Neumann, 1. præmie 1983, sammen med Gunnar Gundersen)
- Plejehjem, Strandmarkshave, Hvidovre (1986-88, 1. præmie 1984, sammen med Kaj Terkelsen)
- Københavns Lufthavn, kontorbygning (1986, 1. præmie 1985, sammen med Erik Sørensen)
- Finger B, Københavns Lufthavn (1986, sammen med Erik Sørensen)
- Indenrigsgården, Københavns Lufthavn (1988-89, sammen med Erik Sørensen)
- Jægersborg Allé Midtpunkt, Charlottenlund (1987-89, sammen med Erik Sørensen og Kurt Schou)
- Stadion Danmark (1988)
- Infill for Hennes & Mauritz A/S, Amagertorv 21-27 og Læderstræde 24-30, København (1988-90)
- Hovedsæde for Unicon Beton, Roskilde (1989, 1. præmie 1986, sammen med Jan Søndergaard)
- Østerport Stationscenter, Oslo Plads, København (1989-91, 1. præmie 1984, sammen med Jan Søndergaard)
- Køge Svømmehal, Køge (1989-93, 1. præmie 1985)
- Danmarks pavillon på Expo 92' i Sevilla (1989-92, 1. præmie 1989, sammen med Gunnar Gundersen og Jan Søndergaard)
- Punkthuse, Springbanen, Gentofte (1990)
- Parkeringshus ved Udenrigsterminalen, Københavns Lufthavn (1990-91, 1. præmie 1990, sammen med Erik Sørensen)
- Fonnesbæk Kirke, Ikast (1992)
- Hovedsæde for Pihl & Søn, Kongens Lyngby (1994)
- Frederiksberg Centret, Falkoner Allé, Frederiksberg (1994-96)
- Metro-stationerne i København (1994-2002)
- Kontorbygning, Østre Gasværk Teater (1995)
- Rødovre Skøjtehal, Rødovre (1995)
- Omlægning af Københavns Rådhusplads og opførelse af HT-terminalen (1995-96, terminal nedrevet 2010)
- Designskolen Kolding, Kolding (1996-98)
- Hovedsæde for Grønbech, København (1996-98)
- Grønlands Naturinstitut, Nuuk (1996-2002 og 2006 ff.)
- Masterplan for Ørestad (1997)
- Bang & Olufsens hovedsæde, Struer (1997-98)
- Passagerterminal, Billund Lufthavn, Billund (1997-2003)
- Udbygning af Københavns Universitet Amager, Njalgade/Karen Blixens Vej, Islands Brygge, København (1998-2000)
- Finger D, Københavns Lufthavn, Kastrup (1996-99)
- Egholmskolen, Vallensbæk (1998)
- Indretning af B&O's butikker (1998-99)
- Renovering af højhus, Lorensborg, Malmø (1998-2000)
- Domicil for Ericsson, Lund (1998-2002)
- Roskilde Badet, Roskilde (1999-2001)
- B&O Medicom, Struer (1999-2001)
- Renovering af Øbro Hallen, Gunnar Nu Hansens Plads, Østerbro, København (1999-2001)
- Baltzar City, Södergatan, Malmø (1999-2002)
- Flintholm Station, Frederiksberg (1999-2004)
- Arlanda Lufthavn, Stockholm (1999-2008)
- Utterslev Skole, Brønshøj (2000-03)
- Center for Orange, København (2000-03)
- Universitetspark Nuuk (2000-07)
- Hunderupskolen, Odense (2001-03)
- Vestforbrænding, Glostrup (2001-04)
- Biotech Research and Innovation Centre, Københavns Universitet, Tagensvej, Universitetsparken, København (2001-07)
- Hellig Kors Kirke i Jyllinge (2001-08)
- Ístak, Reykjavik, Island (2002-04)
- Forum Horsens, Horsens (2002-04)
- Boomtown Netcafé for TDC (2002-04)
- Malik Svømmehal, Nuuk (2003)
- Jens Bangs gæstehus, Struer (2003-04)
- Institut for Idræt, Århus (2003-07)
- Udvidelse af Steno Museum (2004)
- Njalsgade Kollegium, Njalsgade, Islands Brygge, København (2004-06)
- Hovedsæde for Fiberline, Middelfart (2004-06)
- Gangbro i Drammen, Norge (2005)
- Akvadranten, Kristiansand, Nord (2005-06)
- Ringsted Svømmehal, Ringsted (2005-07)
- Skovgården, Herlev (2005-07)
- Wattenmeerstation Sylt, Sild, Sydslesvig (2005-08)
- Malmø City Tunnel, Malmø (2005-10)
- Stibro, Bergen, Norge (2006)
- Professionshøjskolen Metropol, København (2006-08)
- Udvidelse af Næstved Hospital (2006-08)
- Store Rørbæk, Frederikssund (2006 ff.)
- Qinngorput Folkeskole, Grønland (2006 ff.)
- Haukeland Universitetshospital, Bergen (2006 ff.)
- Metrostationer på Amager, Københavns Metro (2007)
- Sikkerhedskontrol, Københavns Lufthavn (2007)
- Hovedsæde for Apatech, Dubna, Rusland (2007)
- Slotsskolen, Horsens (2007-09)
- Nuuk Center (2007 ff.)
- Helleren Skole, Bergen (2007 ff.)
- Campus Rådmandsmarken, København (2008)
- Miljøcenter Taastrup (2008)
- Metrostationer, Parma, Italien (2008 ff.)
- Hedorfs Kollegium, Frederiksberg (2009)
- Odense Forskerpark (2009)
- Herning Erhvervsgymnasium, Herning (2009 ff.)
- Børnehave ved Essedal, Glostrup (2010 ff.)

### Under Mikkel Beedholm (1993-) m.fl.
- B&O Butikskoncept Worldwide (1996-1999)
- Hovedsæde for KMD, Ballerup (2001-02, tildelt Red Dot Award 2003)
- Hillerød Rådhus, Hillerød (2006-08)
- Vildbjerg Skole, Vildbjerg (2007)
- Biocenter (2007, 1. præmie)
- Hovedsæde for Promecon, Fredericia (2007 -09)
- Ørstedskolen, Rudkøbing (2008-10)
- Ørestad Skole, Ørestad (2009-12)
- Københavns Universitet - KUA (2010)
- Trianglen Station, Malmø (2010)
- Malmö Centralstation, Malmø (2010)
- LP circle, samarbejde med Louis Poulsen (2012-13, tildelt IF Designpris 2014)
- Ny Retspsykiatri Sct. Hans (2012-21,1. præmie)
- Akuthus i Nyt Hospital Bispebjerg, sengestuer (2014-, 1. præmie)
- Amalie Skram Vidergående Skole og AdO Arena, Bergen (2014)
- Tryllehaven, boliger i Solrød (2016)
- Haukeland børne- og ungdomssygehus, Bergen, Norge (2016-)
- Østerport Station, renovering (2016-19)
- Kirsebærhaven, boliger i Kastrup (2018)
- Nuuk Center, udvidelse (2018-)
- Privat villa, Ceresvej, Frederiksberg (2019-20, Bygningspræmiering, Frederiksberg Kommune)
- Schule am Breiten Luch, Lichtenberg, Berlin (2020)
- Salamanderhusene, boliger i Hedehusene (2021)
- NytOUH - Nyt Odense Universitetshospital (2022)
- NytSUND - Nyt Sundhedsvidenskabeligt fakultet (2022)
- Nuuk Skole (2023, Janina Zerbe)

## Tidligere partnere
- Paul Berg
- Knud Holscher
- Bent Nielsen
- Gunnar Gundersen
- Svend Axelsson
- John Ryde
- Jan Søndergaard (senior partner 2019-)
- Jesper Lund
- Erik Sørensen
- Ove Neumann
- Kaj Terkelsen
- Kurt Schou
- Nille Juul-Sørensen
- Peter Leuchsenring
- Anja Rovlung
- Jakob Brøndsted